# Black Skull

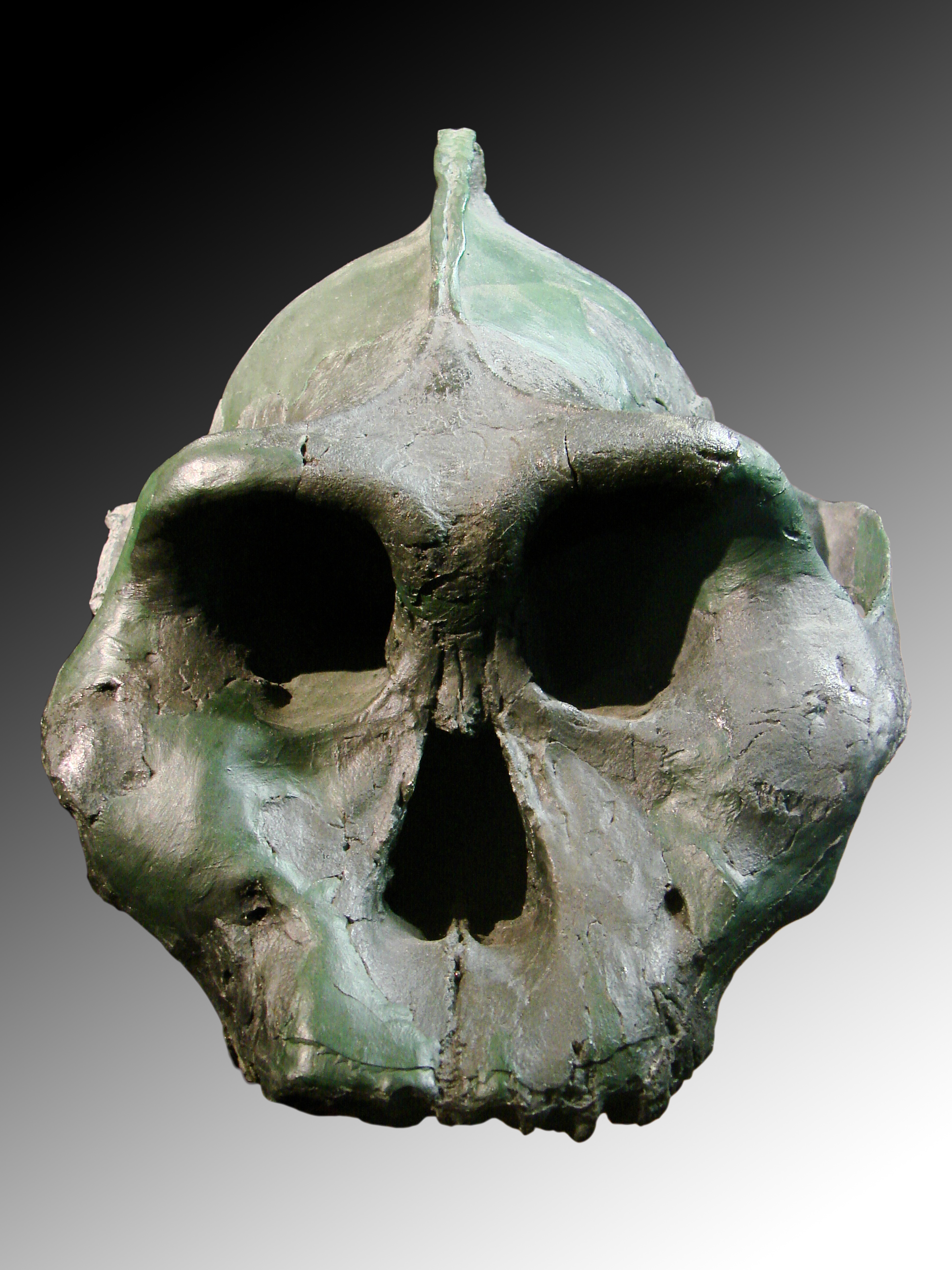
Das Fossil KNM-WT 17000 (Nachbildung)

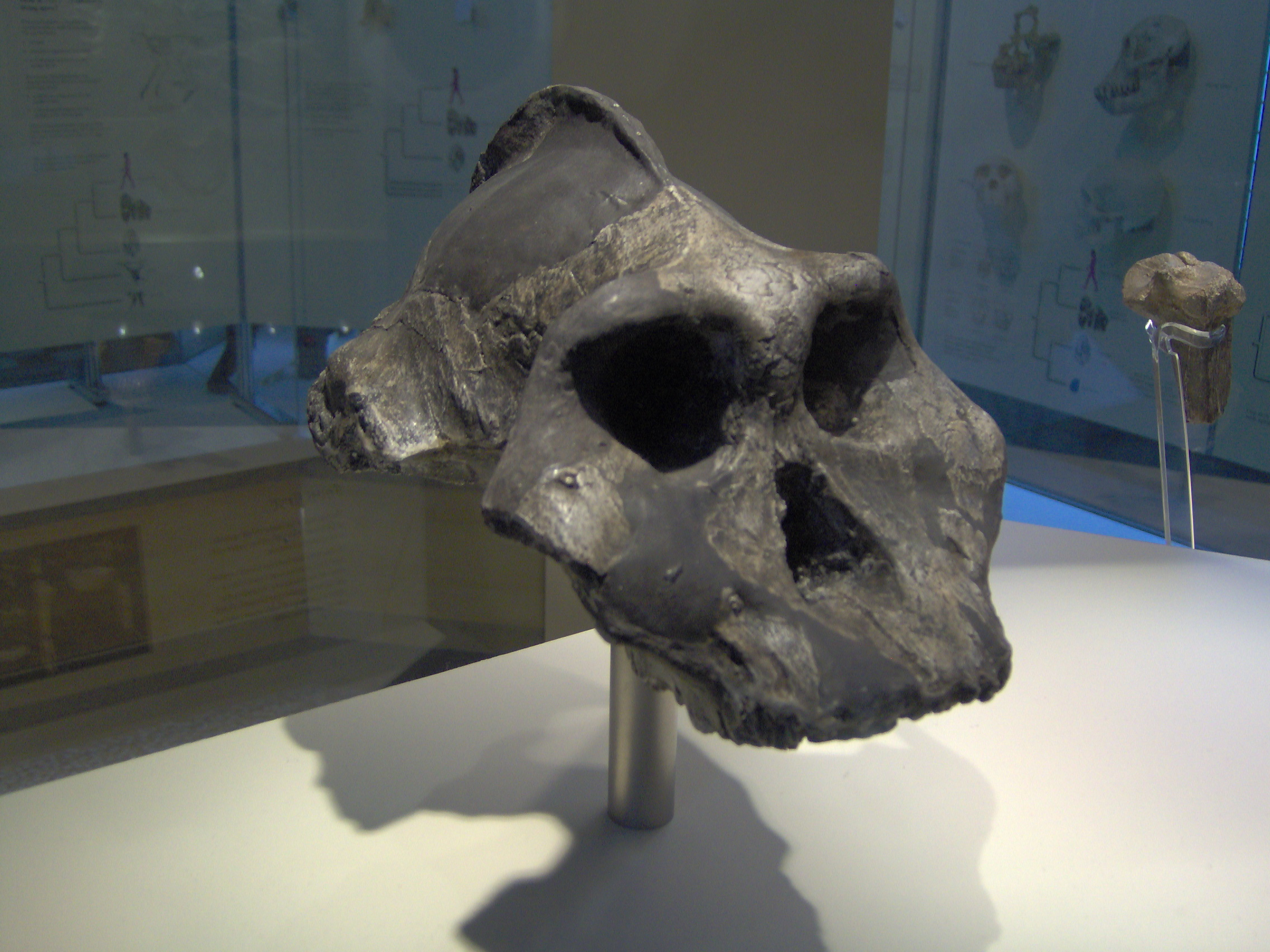
Seitliche Ansicht.
Bei den glatten Bereichen handelt es sich um Ergänzungen fehlender Knochen.

Black Skull („schwarzer Schädel“) bezeichnet ein 2,5 ± 0,07 Millionen Jahre altes Fossil von Paranthropus aethiopicus, das 1985 von Alan Walker westlich des Turkana-Sees in Kenia entdeckt wurde. In der ersten wissenschaftlichen Beschreibung durch Alan Walker, Richard Leakey et al. wurde der Fund noch zur Art Australopithecus boisei gestellt. Das Fossil trägt die Archivnummer KNM-WT 17000 und wird im kenianischen Nationalmuseum verwahrt (daher: KNM; WT steht für West-Turkana).
Der Spitzname „schwarzer Schädel“ wurde dem Fund gegeben, da er mehrere hunderttausend Jahre in einem stark Mangan-haltigen Boden lagerte, weswegen im Verlauf der Versteinerung Mangan-Oxide eingelagert wurden, die dem Fossil die bläulich-schwarze Färbung gaben.
KNM-WT 17000 stammt von einem ausgewachsenen Individuum und besteht aus dessen massivem Hirnschädel und dem weit nach vorn gezogenen Gesichtsschädel mit in situ erhaltenem rechten 3. Prämolar des Oberkiefers. Auffällig ist ferner der hoch aufragende Scheitelkamm. Es fehlt ein Teil des Schädeldachs, ferner fehlen einige Fragmente aus dem Bereich der Gesichtsknochen. Insgesamt ist der Erhaltungsgrad für ein Fossil dieses Alters ungewöhnlich gut, da Walker, Leakey et al. „keinen Anhaltspunkt für irgendeine plastische Verformung“ entdeckten und die Schädelkapsel ihre „kugelige Gestalt“ („spheroidal shape“) beibehalten habe. Es ist zudem der einzige bislang bekannte Schädel eines erwachsenen Paranthropus aethiopicus. Für den Schädelinnenraum wurde ein Volumen von 410 cm3 berechnet.
Bereits in der ersten Beschreibung des Schädels wurde darauf hingewiesen, dass das Fossil einen wesentlich markanteren Überbiss (die Oberkiefer-Frontzähne ragten deutlich über die Unterkiefer-Frontzähne hinaus) aufweise als alle bis dahin bekannten Fossilien der so genannten robusten Australopithecinen; deren Zahnstellung sei vielmehr als weitgehend orthognathisch zu beschreiben. Daher könne nicht ausgeschlossen werden, dass die Zuordnung des Schädels zu Australopithecus boisei im Lichte weiterer Funde revidiert werden müsse. Möglicherweise bestehe eine verwandtschaftliche Nähe zu dem Unterkiefer-Fragment Omo 18-1967-18, dem Typusexemplar der 1967 von Camille Arambourg und Yves Coppens erstmals wissenschaftlich beschriebenen Art Paraustralopithecus aethiopicus; als potentiellen Artnamen schlugen Walker, Leakey et al. zugleich Australopithecus aethiopicus vor.
Tatsächlich kam es nun zu einer intensiven fachwissenschaftlichen Erörterung der verwandtschaftlichen Beziehungen von Funden aus dem Formenkreis der „robusten“ Australopithecinen, die bereits 1987 in eine Zusammenführung des Black Skull, des – erheblich abweichend bezahnten – Unterkiefer-Fragments Omo 18-1967-18 und einiger weiterer Knochenfragmente und Zähne in einer neuen Art mündete, die zunächst (und von einem Teil der Forscher auch heute noch) als Australopithecus aethiopicus und später als Paranthropus aethiopicus bezeichnet wurde.

## Belege
1. ↑   Alan Walker, Richard Leakey, John M. Harris, Francis H. Brown: 2.5-Myr Australopithecus boisei from west of Lake Turkana, Kenya. In: Nature. Band 322, 1986, S. 517–522, doi:10.1038/322517a0
2. ↑  Camille Arambourg, Yves Coppens: Sur la decouverte dans le Pleistocene inferieur de la valle de l’Omo (Ethiopie) d’une mandibule d’Australopithecien. In: Comptes Rendus des seances de l'Academie des Sciences. Band 265, 1968, S. 589–590